# Parque do Carmo
O Parque do Carmo - Olavo Egydio Setúbal é um parque municipal localizado no distrito homônimo de Parque do Carmo (administrado pela Subprefeitura de Itaquera), na zona leste do município de São Paulo. Com uma área de aproximadamente 1 500 000 metros quadrados, é o segundo maior parque urbano do município de São Paulo e um dos maiores da região metropolitana. Conta com uma imensa reserva de Mata Atlântica, além de uma vasta fauna e flora.
É um dos parque mais famosos da cidade, e recebe mais de 400 mil visitas mensais. Nele, há o segundo maior bosque de cerejeiras do mundo, com cerca de 6 mil árvores, em que acontece a Festa das Cerejeiras.

## História
Os primeiros ocupantes desta região foram três tribos indígenas: itaquerus que originou o nome do distrito de Itaquera; guaianás, que originou o nome do distrito de Guaianases, e caaguaçus. Com o decorrer do tempo veio para esta região uma Ordem Católica chamada de Ordem Terceira do Carmo Fluminense, que todos conheciam como Ordem dos Carmelitas. Eles tinham o intuito de catequizar os índios que aqui habitavam, e mostrar alguns de seus costumes; este choque cultural não aceito pelos índios teve o resultado de fuga destes para terras mais distantes.
Então, a Ordem Carmelita usufruiu bastante destas terras transformando-a em "Fazenda Caaguaçu" (para os índios este nome significava Mata Grande) no ano de 1722 (Caaguaçu era uma das tribos que habitaram esta região e mais recente o antigo nome da avenida principal do Carmo que hoje se chama avenida Afonso Sampaio e Sousa).
A exploração agrícola e a criação de gado foram as principais atividades desenvolvidas na fazenda. Grande parte da área foi devastada para o plantio. A substituição da mata original pelos produtos agrícolas, modificou o ecossistema da região, destruindo o habitat dos animais.
Em 1919 a fazenda foi vendida para a Companhia Pastoril e Agrícola, de propriedade do Coronel Bento Pires, que deu continuidade à criação de gado e principalmente o plantio de café, que tinha sua produção facilmente escoada pelo aproveitamento da ferrovia que passava perto de sua fazenda, e que foi trazida até estas terras pelo engenheiro Artur Alvim.

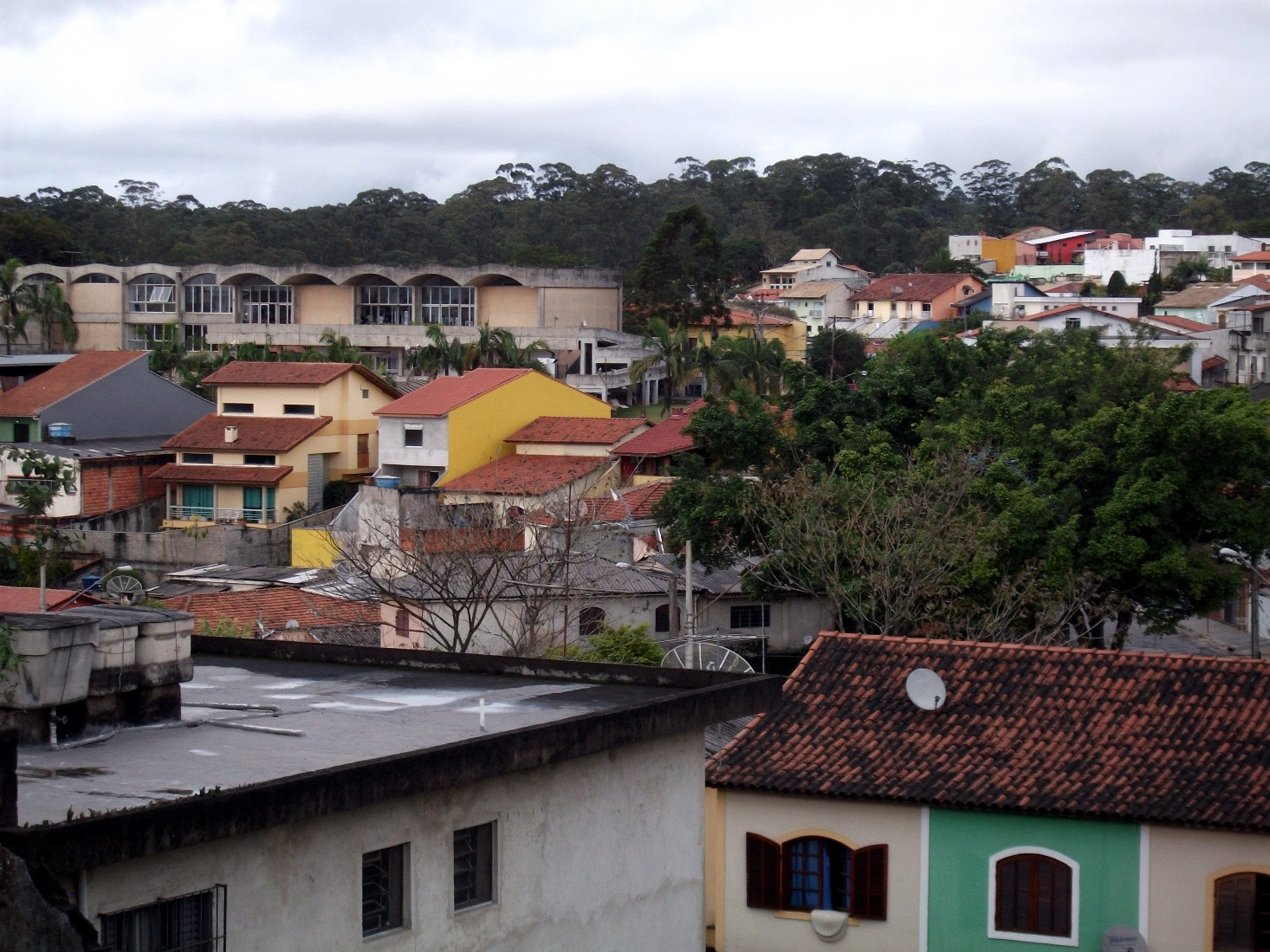
Vista do bairro Jardim Nossa Senhora do Carmo

Na década de 20, Bento Pires começa o que seria o primeiro processo de loteamento das terras da fazenda. Parte destas terras hoje é a Vila Carmosina e a Cidade Líder, e o que restou destas terras passou a chamar-se "Fazenda do Carmo". Nesta mesma época inicia-se a colonização japonesa, incentivada pelo coronel Bento Pires. Seu interesse era a formação de pequenas propriedades produtivas e que tivessem mão de obra especializada para fomentar o desenvolvimento agrícola da localidade.
Já na década de 40, houve no Brasil a revolução industrial, o que fez o café perder o valor, assim sendo, o Coronel Bento Pires resolveu vender parte de suas terras para um engenheiro de construção civil da CBPO (Companhia Brasileira de Projetos e Obras), o Sr. Oscar Americano de Caldas Filho; este por sua vez loteou e vendeu parte desta propriedade. Na época existiu até um slogan que dizia "Venham morar no Morumbi da Zona Leste", pois os lotes eram grandes, justamente no intuito de atrair pessoas da classe média e alta e assim, valorizar mais ainda o restante de suas terras. Essas terras loteadas fazem parte atualmente do Jardim Nossa Senhora do Carmo, que em alguns pontos é conhecido como Morumbizinho.
Oscar Americano também plantou algumas espécies de eucaliptos e pinheiro (pinnus) para fazer experiências no uso destas madeiras para confecção de dormentes, mas as pesquisas mostraram que não eram propícias para este fim. Ele transformou o restante das terras em área de lazer particular para passar os finais de semana com a família, e começou a fazer algumas mudanças nestas terras.
Na área que o Engenheiro Oscar loteou, através da Construtora CBPO - Companhia Brasileira de Projetos e Obras, foi fornecido durante muito tempo às mais de 1.000 casas, água da nascente existente no que é hoje o Parque do Carmo. Na principal praça do bairro existe até hoje as bombas que venciam o desnível da parte baixa até a parte alta, onde hoje é a Avenida Maria Luisa Americano - Igreja da Paz - que impulsionavam essa água até a caixa d'água (localizada onde hoje é a Igreja). Essa água descia por gravidade até as casas. O pitoresco Sr. "Zé da água" era quem encarregava-se de diariamente ir abrir o registro para que a água chegasse aos imóveis.
Reformou e aumentou o tamanho do Casarão (hoje o CEA CARMO), onde ficou sendo a sede da fazenda e sua casa principal. Ao lado direito da casa existe até hoje uma figueira, que na época tinha a valor de dar status para o ocupante daquela construção, e para mostrar que ali vivia o dono da fazenda; construiu também uma casa ao lado da principal, que era usada pelos empregados da fazenda; fez a casa das crianças e babás (hoje sede da GCM), fez também a piscina da fazenda (hoje local de recepção de escolas e instituições para trabalhos no CEA CARMO), e construiu a casa dos hóspedes (hoje sede da Administração do Parque) e um prédio redondo, que era um espaço de lazer e jogos, e aproveitando a geografia da fazenda, represou o córrego principal e fez uma barragem, onde construiu um lago artificial que ele usava para práticas de esportes náuticos nos finais de semana.
Hoje este lago é uma das principais atração do parque, com diversas espécies de peixes, cisnes, marrecos, gansos, aves migratórias e uma imensa diversidade de vida.
Oscar Americano faleceu em 1974 e anos depois, sem muitos interesses por esta fazenda, seus herdeiros resolveram vendê-la. Uma parte ficou com a Prefeitura e outra (a maior) ficou com a COHAB.
A Prefeitura fez algumas benfeitorias, aproveitando muitos equipamentos da época da fazenda, e construiu banheiros, playground, churrasqueiras, e áreas de descanso. O Parque do Carmo foi inaugurado em 19 de setembro de 1976, e conta hoje com uma área de pouco mais de 1,5 milhão de metros quadrados, tornando-se o segundo maior parque municipal da cidade de São Paulo. O parque conta com uma imensa área verde ao redor dele, que é a Área de Proteção Ambiental (APA DO CARMO), com nove milhões de metros quadrados incluindo o parque. Dentro da APA, além do Parque do Carmo, está presente o SESC, a Usina de Compostagem de São Mateus (que se encontra desativada, e dará lugar a Central de Triagem de São Mateus), o terreno do antigo Aterro Sanitário, e infelizmente algumas áreas invadidas (Gleba do Pêssego), mas que ainda conta com uma imensa floresta de Mata Atlântica preservada através da lei de criação da APA.
Em 2012, o então prefeito Gilberto Kassab firmou uma parceria com o Banco Itaú para a revitalização do parque. No mesmo ano, o parque foi rebatizado de Parque do Carmo - Olavo Egydio Setúbal, em homenagem ao ex-prefeito homônimo, Olavo Setúbal, que governou a cidade entre 1975 e 1979, e foi o criador do parque.

## Infra-estrutura
O Parque contem um Museu do Meio Ambiente, Planetário do Carmo, lagos, estacionamento, anfiteatro natural, aparelhos de ginástica (barras), campos de futebol, ciclovia, pista para correr, playgrounds, quiosques e churrasqueiras. O parque é muito deficiente em sua administração. Tem poucos banheiros e os que tem são sujos, quebrados, faltando  portas e costuma faltar água. O parque é sujo, com poucas lixeiras e as vias se pedestres são irregulares e cheias de buracos. Não há ciclovias e as bicicletas transitam por entre os pedestres, podendo causar acidentes. Faltam lanchonetes. É um parque realmente muito mal administrado.

### Planetário do Carmo

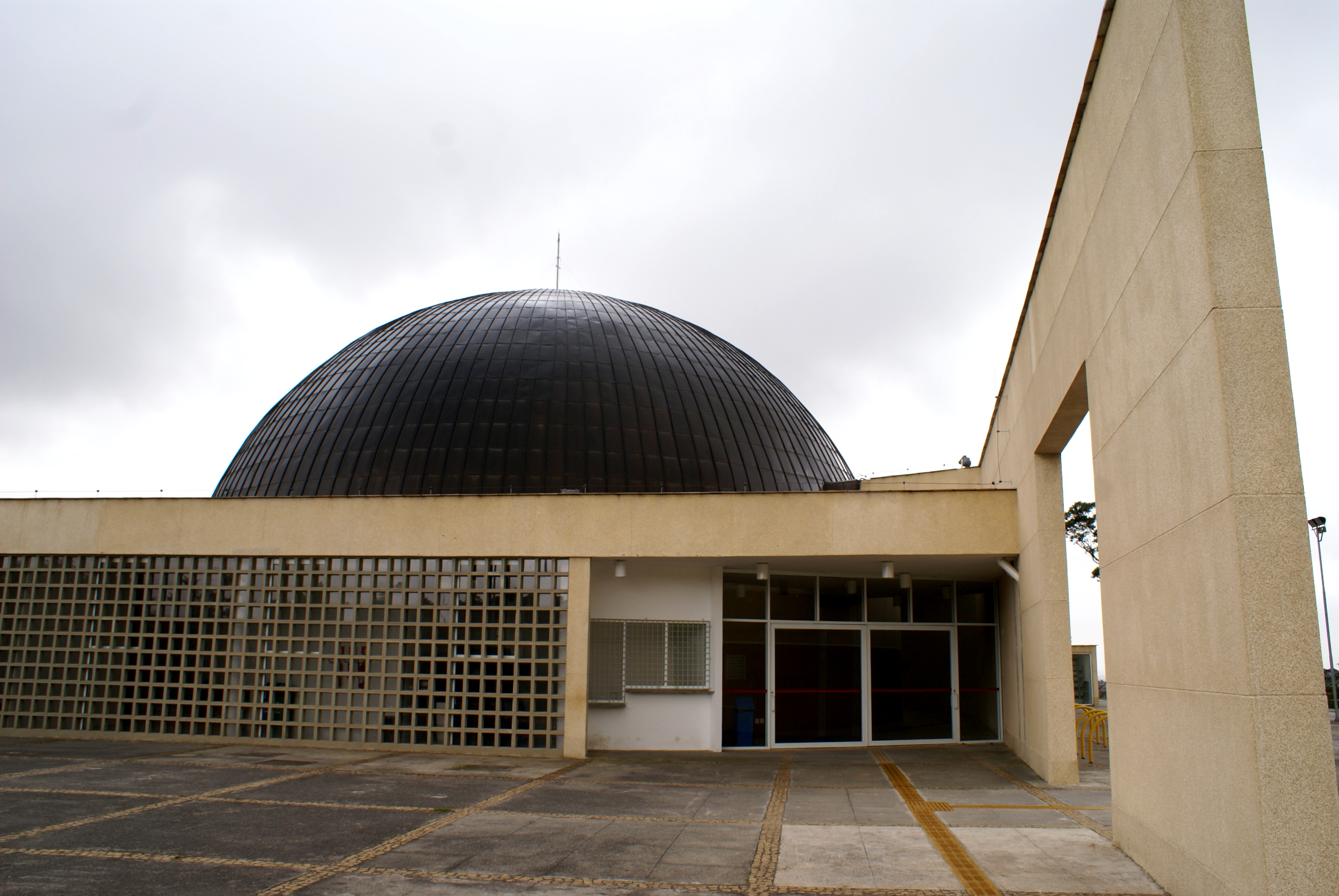
Planetário do Carmo

O Planetário do Carmo é equipado com projetor modelo Universarium VIII, fabricado pela empresa alemã Carl Zeiss. O Planetário foi inaugurado no dia 30 de novembro de 2005 e fechado em fevereiro de 2007, por problemas estruturais. Ele foi reaberto no dia 08 em maio de 2016 e realiza atendimentos gratuitos ao público em finais de semana e feriados e visitas agendadas para escolas durante a semana.
É o planetário mais moderno da América do Sul e um dos mais modernos do mundo, com uma altíssima tecnologia. Ele é capaz de projetar 9100 estrelas, os planetas do sistema solar, a Via Láctea, galáxias, nebulosas e outros objetos astronômicos.
O prédio do Planetário do Carmo tem 1.750 m² e é composto por sala de projeção com 230 lugares e teto em forma de cúpula de 20 metros de diâmetro - com poltronas em posição unidirecional - celóstato para visualização do Sol e auditório com 70 lugares, além de espaço para leitura e exposições no saguão.
Atrás do planetário, há uma esplanada cósmica onde estão localizados dois observatórios para atividades ligadas à astronomia.

### Fauna

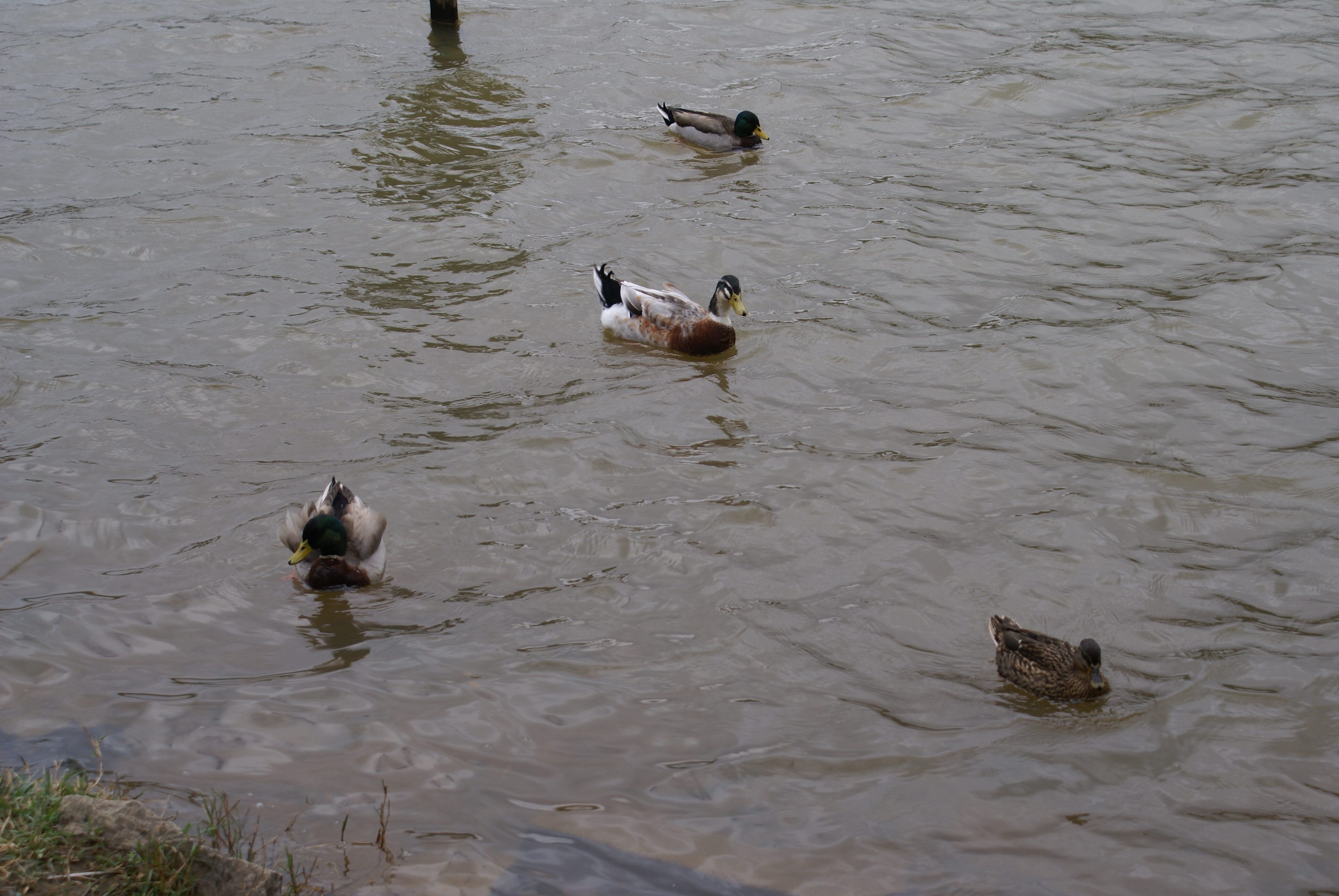
Patos no lago do parque

O parque possui uma rica fauna de saúde para muitos animais, que ali encontram refúgio, abrigo, alimentação e condições favoráveis para sua reprodução. Mergulhões, pica-paus, andorinhas, 
sabiás e esquilos podem ser avistados em sua área, além de mamíferos como gambás, preguiça-de-três-dedos, macacos,veados-catingueiros. 

### Flora
Mata ciliar, capoeiras, eucaliptal e brejos. Parte da vegetação é representativa da Mata Atlântica e ocorre principalmente nas encostas e locais de difícil acesso. Gramados e campos possuem espécies nativas e exóticas. O Parque apresenta ainda um cafezal, um pomar e um bosque de cerejeiras. Bosque que conta com 2.300 árvores do tipo.É a segunda maior área fora do Japão com cerejeiras, árvore-símbolo do país oriental. Apenas Washington, DC nos Estados Unidos, possui mais cerejeiras que São Paulo.